# Pont de Sully
Le pont de Sully (ou pont Sully) est le nom donné à l'alignement de deux ponts franchissant deux bras de la Seine à Paris, en France.

## Situation et accès
Il relie les 4e et 5e arrondissements dans l’axe du boulevard Henri-IV pour arriver boulevard Saint-Germain. Il s’agit en fait de deux ponts distincts, unis par une section du boulevard Henri-IV, chacun prenant appui sur l’extrémité amont de l’île Saint-Louis. Le pont vers la rive droite débute quai Henri-IV pour finir quai d’Anjou, et celui vers la rive gauche commence quai de Béthune pour déboucher sur les quais Saint-Bernard et de la Tournelle.
Ce site est desservi par la station de métro Sully - Morland.

## Origine du nom

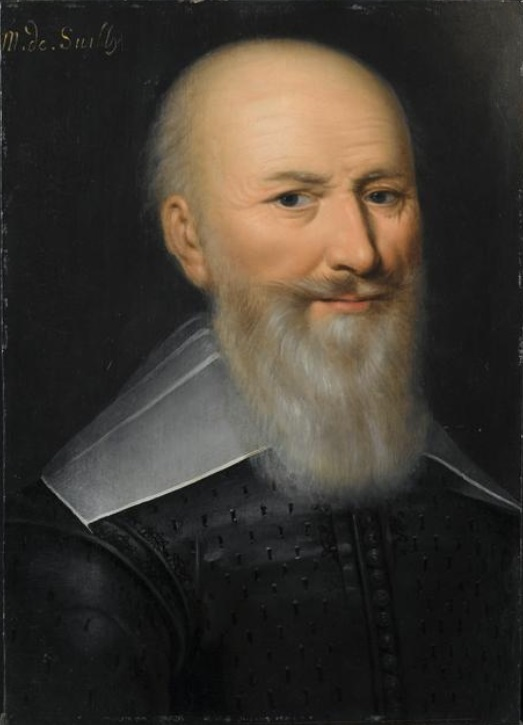
Maximilien de Béthune, duc de Sully.

L'hôtel parisien de Maximilien de Béthune, duc de Sully se trouvait à proximité du pont.

## Historique
Au XIXe siècle, les deux parties distinctes de ce pont étaient appelées « passerelle Damiette » côté rive droite et « passerelle de Constantine » côté rive gauche. Il s’agissait de deux passerelles suspendues construites en 1836-1837 sous la direction d'un certain Surville et mises en service en 1838,. Le concessionnaire, M. de Beaumont, percevait un péage. La première passerelle fut détruite pendant la révolution de 1848, l’autre s'écroula à la suite de la corrosion de ses câbles en 1872.
Le pont actuel fut construit en 1876, dans le contexte des grands travaux du baron Haussmann, et inauguré le 25 août 1877. Son nom honore Maximilien de Béthune, duc de Sully (1559-1641), ministre d’Henri IV.

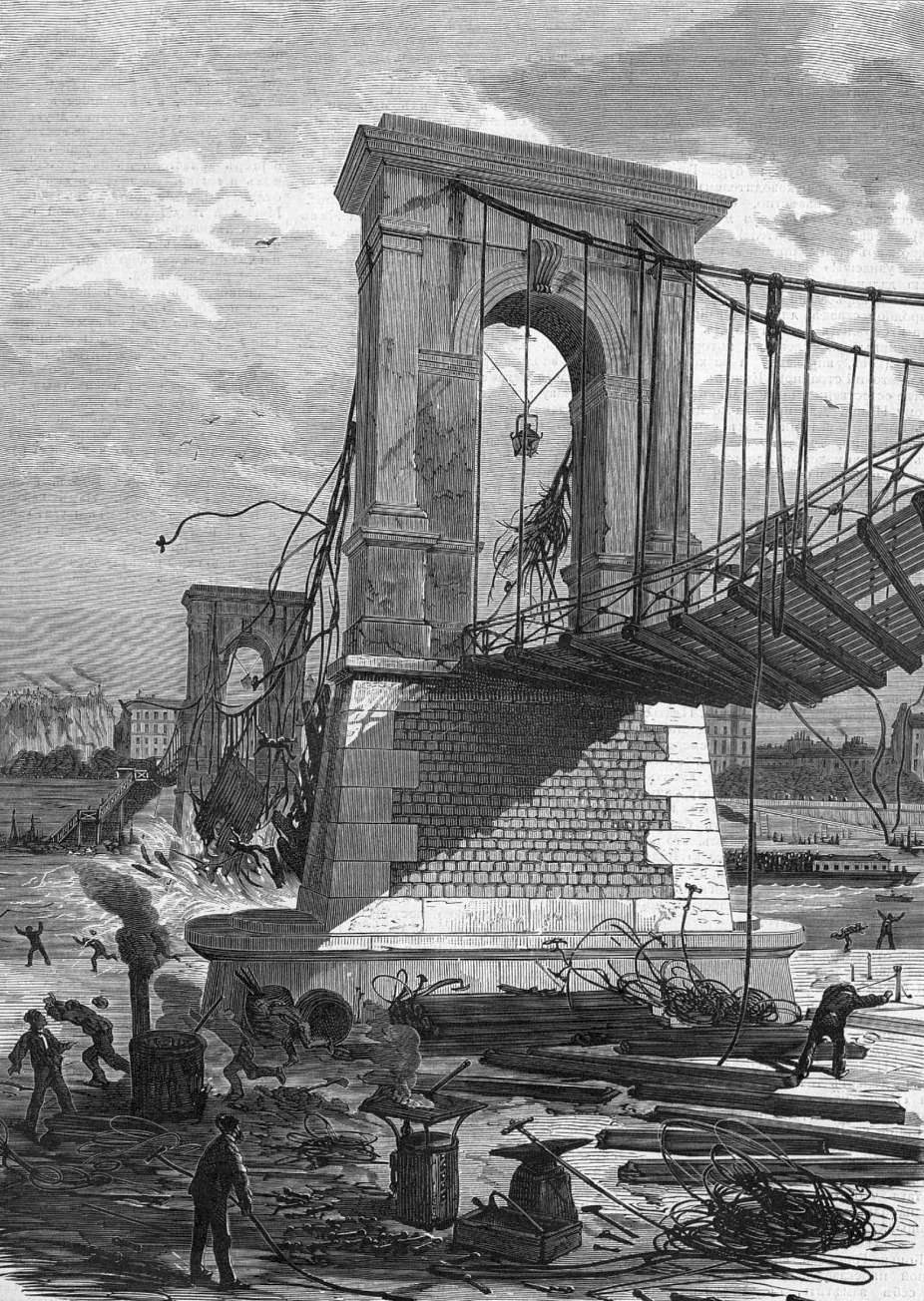
L'effondrement de la passerelle de Constantine (1872).
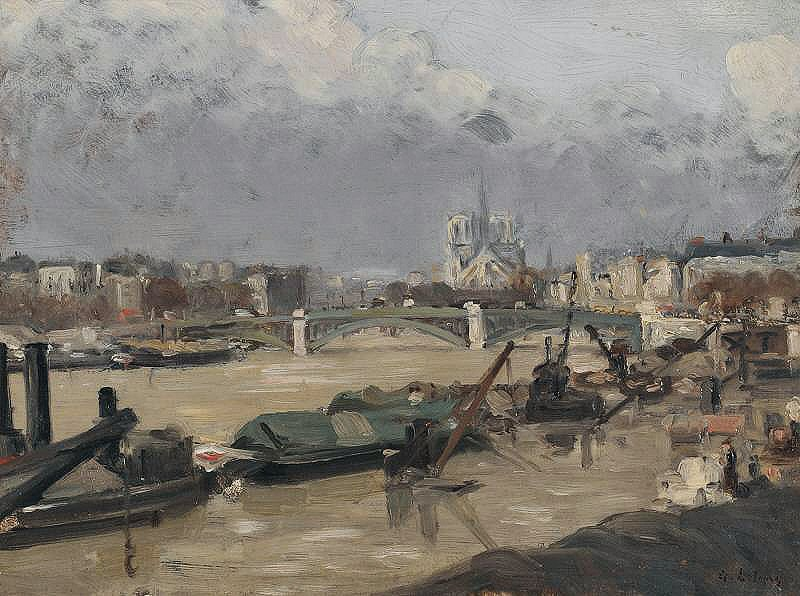
Le pont, partie sud, vers 1900 (peinture d'Albert Lebourg) ; en arrière-plan, Notre-Dame.
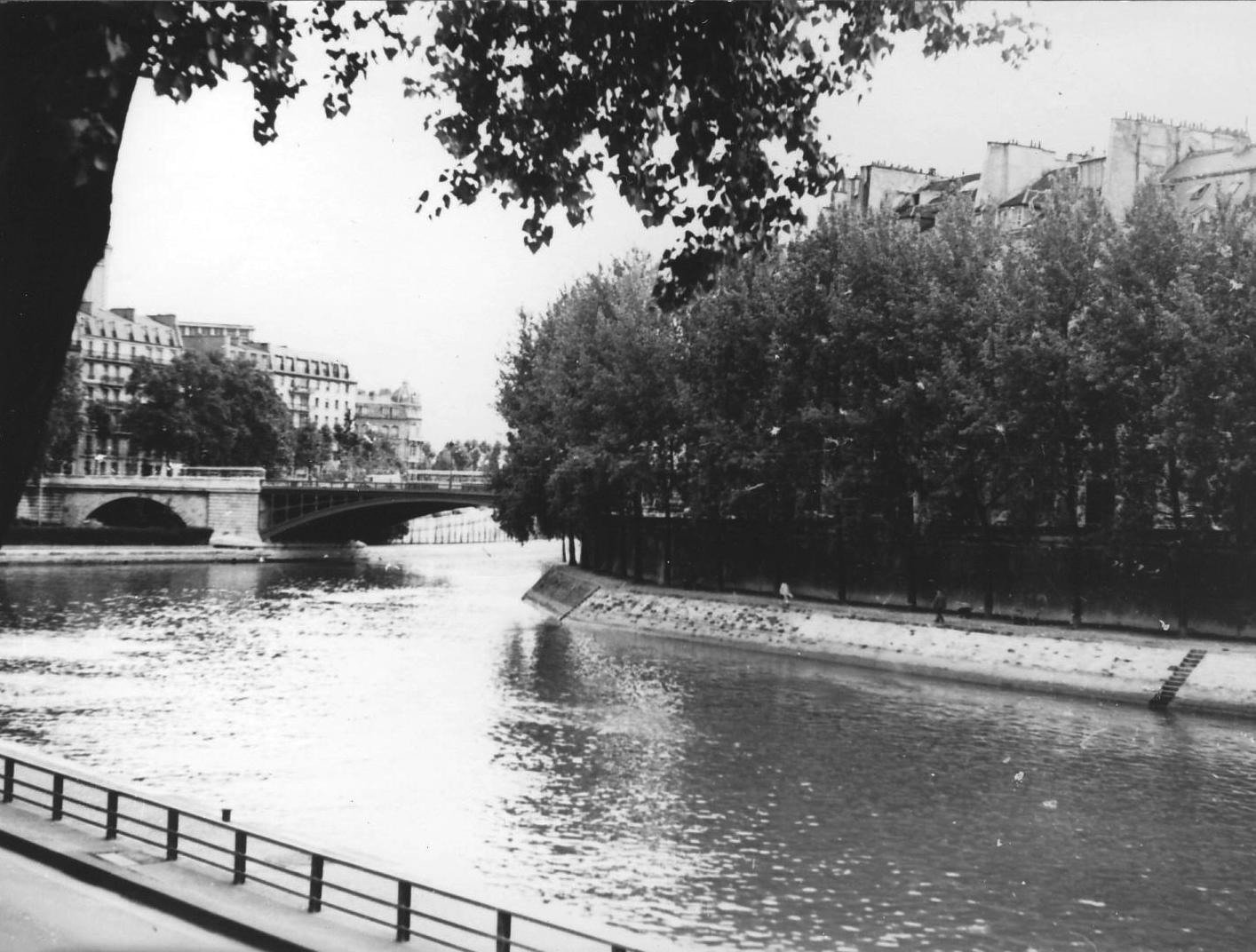
Partie nord du pont en 1981.

## Architecture
Ce double ouvrage est l’œuvre des ingénieurs Paul Vaudrey et Gustave Brosselin. Ils lui ont donné un angle d’environ 45 degrés par rapport aux berges, ce qui lui permet d’offrir une splendide vue sur les quais de l’île Saint-Louis et sur la cathédrale Notre-Dame de Paris. La partie sud, la plus longue (159 m), est constituée de trois arches en fonte de 46 m, 49 m et 46 m, tandis que la partie nord franchit le petit bras de la Seine d'une arche centrale en fonte de 46 m et deux de 15 m en maçonnerie.
Le pont possède une largeur de 20 m (12 m pour sa chaussée et 8 m pour les deux trottoirs).

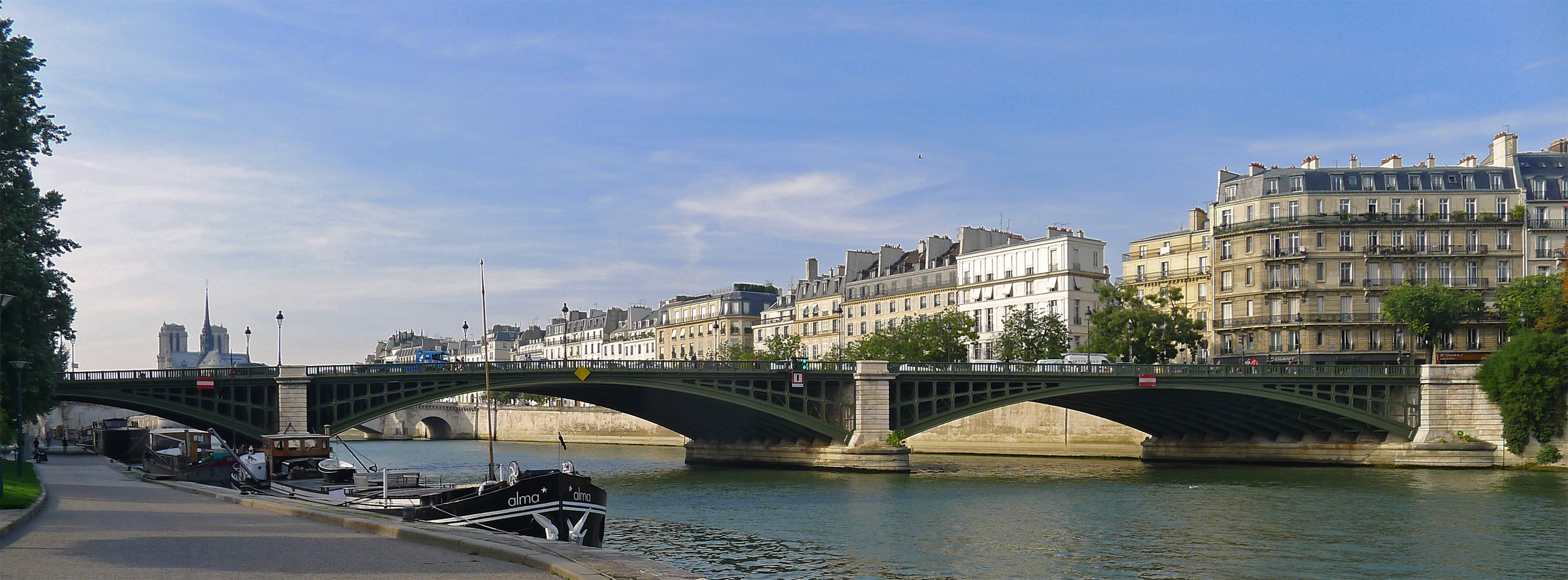
Partie sud.
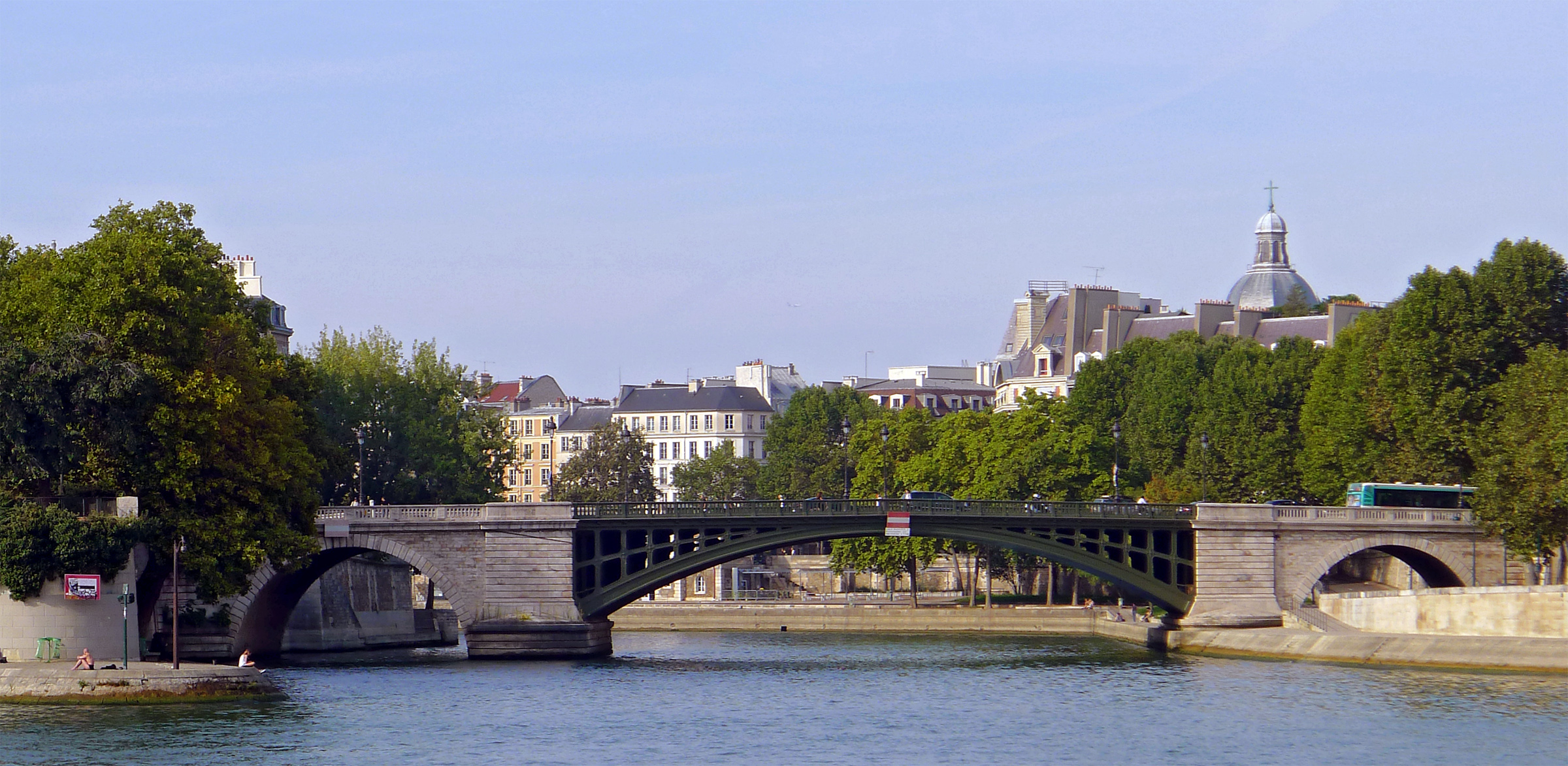
Partie nord.

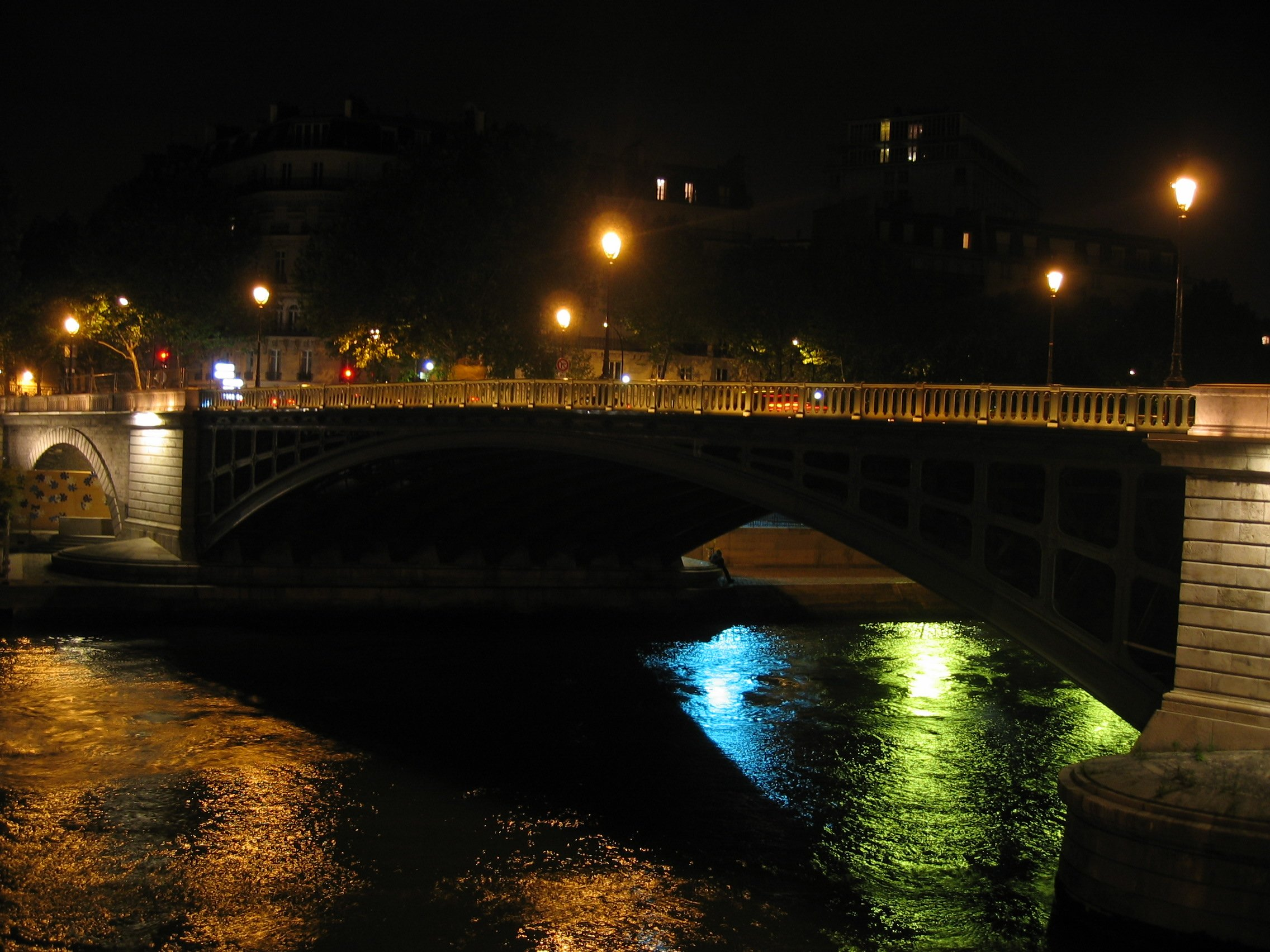
Le pont de nuit.
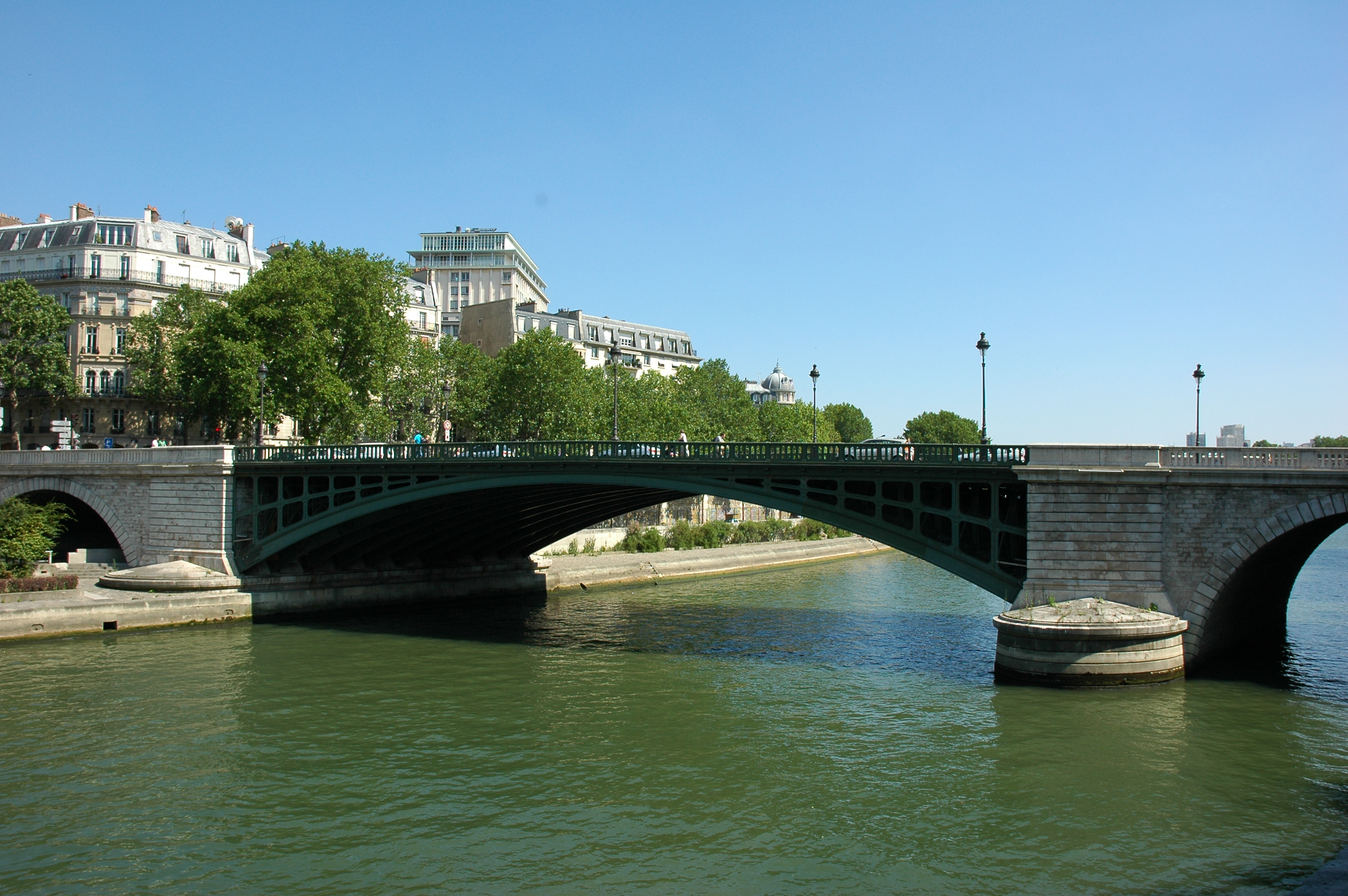
Le pont le jour.
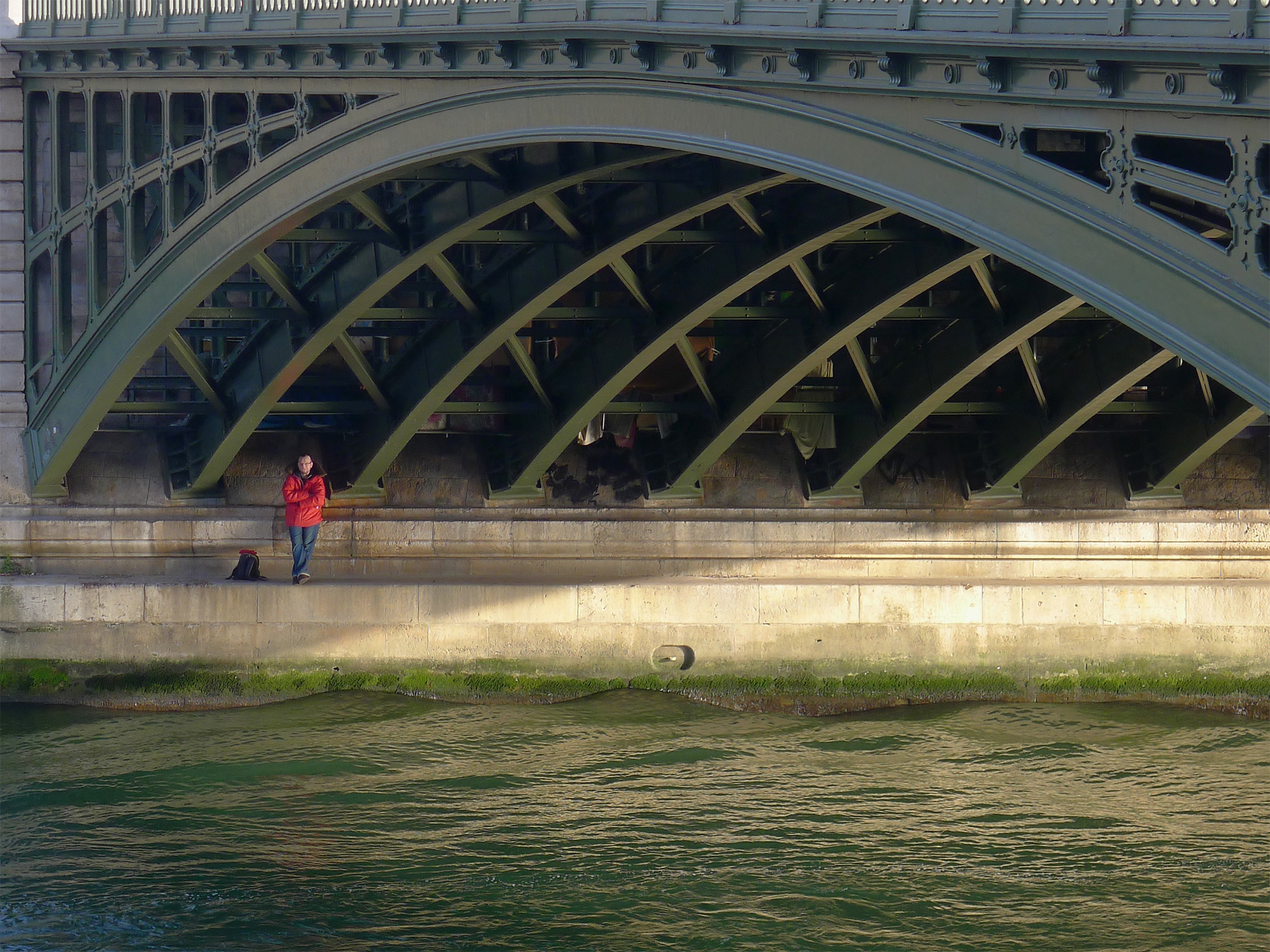
Structure de la partie nord.

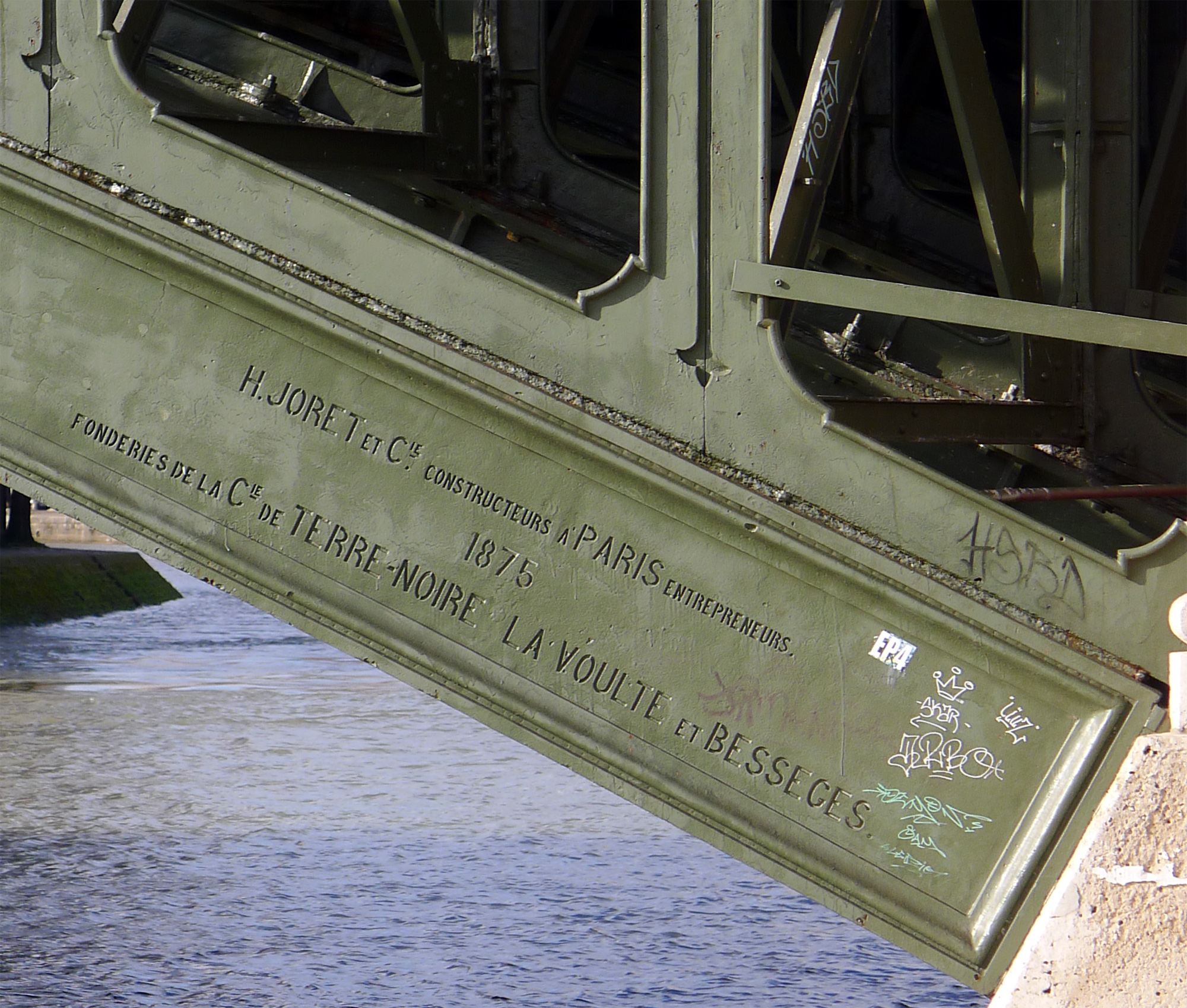
Inscription du fabricant sur une travée du pont.

Les pièces métalliques sont conçues par la société Joret et Cie et réalisées dans les fonderies de Terre Noire à La Voulte et à Bessèges.